# توبياس راو
توبياس راو (بالألمانية: Tobias Rau)‏ (31 ديسمبر 1981 ببراونشفايغ في ألمانيا - ) هو لاعب كرة قدم ألماني في مركز الدفاع. شارك مع منتخب ألمانيا تحت 20 سنة لكرة القدم ومنتخب ألمانيا تحت 21 سنة لكرة القدم ومنتخب ألمانيا لكرة القدم وفريق 2006 ‏ ومنتخب ألمانيا ب لكرة القدم ‏. أما مع النوادي، فقد لعب مع آينتراخت براونشفايغ وأرمينيا بيليفيلد وبايرن ميونخ ونادي فولفسبورغ.

## روابط خارجية
- توبياس راو على موقع قاعدة بيانات كرة القدم.إي يو (الإنجليزية)
- توبياس راو على موقع بيانات كرة القدم. دي إي (الألمانية)
- توبياس راو على موقع ناشيونال فوتبول تيمز (الإنجليزية)
- توبياس راو على موقع Soccerway.com (الإنجليزية)
- توبياس راو على موقع عالم كرة القدم.نت (الإنجليزية)